# .tj
.tj je vrhovna internetska domena (country code top-level domain - ccTLD) za Tadžikistan. Domenom upravlja Informacijski tehnološki centar.

## Vanjske poveznice
- IANA .tj whois informacija  Arhivirana inačica izvorne stranice od 29. lipnja 2006. (Wayback Machine)